# Sycamore (Oklahoma)
Sycamore – jednostka osadnicza w Stanach Zjednoczonych, w stanie Oklahoma, w hrabstwie Delaware.